# Bengt Hjulström
Bengt Hjulström, född 14 mars 1915 i Nora, död 18 november 1975 i Nora, var en svensk friidrottare (mångkamp). Han tävlade för klubben IFK Nora och vann SM i tiokamp år 1939.